# Nathaniel Jocelyn
Nathaniel Jocelyn (New Haven, 31 gennaio 1796 – New Haven, 13 gennaio 1881) è stato un pittore e incisore statunitense. Noto principalmente per i suoi ritratti di abolizionisti e del leader della rivolta degli schiavi Joseph Cinqué.

## Biografia
Nathaniel Jocelyn, figlio dell'orologiaio e incisore Simeon Jocelin e Luceanah Smith, si formò con il padre come orologiaio, per poi dedicarsi al disegno, all'incisione e alla pittura a olio. Durante la guerra del 1812, all'età di 16 anni, si offrì volontario per la guardia del governatore, che difendeva la città di Madison, nel Connecticut.
Studiò incisione con George Munger intorno al 1813 pubblicando almeno una stampa insieme sotto il nome Jocelin & Munger. Nel 1817, Munger dipinse uno dei pochi ritratti conosciuti di Jocelyn.
Nel 1817, Jocelyn si trasferì a Hartford, nel Connecticut, dove contribuì a fondare la Hartford Graphic and Bank Note Engraving Company.
Nel 1818 sposò Sarah Atwater Plant di New Haven con cui ebbe sei figlie ed un figlio, Isacco, che morì all'età di sei anni.
Dal 1820 al 1822 visse a Savannah, in Georgia, dove si affermò come pittore di ritratti e miniature. L'inventore Eli Whitney contribuì a promuovere la sua carriera.  Per un breve periodo Nathaniel lavorò nello studio di Samuel Morse. Ritornato a New Haven nel 1822, continuò il suo lavoro da ritrattista.
Più tardi, nel 1829–30, migliorò la sua formazione girando l'Europa con Morse e con l'architetto Ithiel Town.

Fu un abolizionista e uno dei suoi modelli di ispirazione fu William Lloyd Garrison di cui realizzò un ritratto nel 1833.

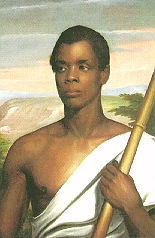
ritratto di Joseph Cinque,1839

Un'altra delle opere più famose di Jocelyn è il suo ritratto del 1839 di Joseph Cinqué, leader di una rivolta sulla nave negriera spagnola La Amistad. Anche Jocelyn e suo fratello Simeon furono attivi nel cercare un avvocato per la difesa di Cinqué.
Nel 1827 fu eletto associato della National Academy of Design dove divenne accademico effettivo nel 1846. Nel corso della sua carriera, espose spesso i suoi lavori alle mostre annuali dell'accademia.
Nel 1830, lui e suo fratello Simeon Smith Jocelyn fondarono e gestirono un'azienda di incisione sotto il nome di N. & S. S. Jocelyn.
Dal 1843 al 1847, Jocelyn ebbe un secondo studio di ritratti a New York City. Il suo studio di New Haven bruciò nel 1849. Successivamente fondò la National Bank Note Engraving Company, dove prestò servizio come capo dipartimento dell'arte, fino alla fine della guerra civile. Alcuni dei ritratti di Jocelyn fanno parte della collezione dell'Università di Yale.
Nel 1858, Nathaniel e suo fratello Simeon donarono un terreno alla città di New Haven da utilizzare come parco pubblico e parco giochi che fu intitolata Jocelyn Square.